# Phil Bernstein
Philip Alan Bernstein (* 1949) ist ein US-amerikanischer Informatiker und spezialisiert auf Datenbanken in der Datenbankgruppe von Microsoft Research. Bernstein ist ferner außerordentlicher Professor an der University of Washington und häufiges Ausschussmitglied oder Vorsitzender von Konferenzen wie VLDB und SIGMOD. Er gewann 1994 den SIGMOD Edgar F. Codd Innovations Award, und 2011 zusammen mit Jayant Madhavan und Erhard Rahm den VLDB 10 Year Best Paper Award für ihr VLDB 2001 Paper "Generic Schema Matching with Cupid".
Bernstein wurde für seine Beiträge zu Transaktionsverarbeitungs- und Datenbanksystemen zum Mitglied der National Academy of Engineering gewählt. Er ist auch ein gewählter Fellow der Association for Computing Machinery. Er ist Gründungsmitglied der Washington State Academy of Sciences und war von 2012 bis 2018 dort Mitglied des Verwaltungsrats.